# آنتونی روگی
آنتونی روگی (انگلیسی: Anthony Rogie؛ زادهٔ ۲ ژوئن ۱۹۹۱) بازیکن فوتبال اهل فرانسه است.
از باشگاه‌هایی که در آن بازی کرده‌است می‌توان به باشگاه فوتبال لانس اشاره کرد.